# Atyriodes isthmica
Atyriodes isthmica är en fjärilsart som beskrevs av Louis Beethoven Prout 1910. Atyriodes isthmica ingår i släktet Atyriodes och familjen mätare. Inga underarter finns listade i Catalogue of Life.